# جزيرة الأرواح المفقودة
جزيرة الأرواح المفقودة هو فيلم من نوع رعب أُصدر في 9 فبراير 2007. الفيلم من إخراج نيكولاج أرسيل، أما السيناريو فكان من كتابة نيكولاج أرسيل وراسموس هايستربيرج ‏.

## القصة
تابع طاقم الفيلم فيلم المغامرة الدنماركي الجديد لنيكولاي آرسيل لمدة عامين تقريبًا ، جزيرة النفوس المفقودة. ينتقل الفيلم الوثائقي وراء الكواليس في رحلة استكشافية نحو منطقة غير معروفة لصناعة الأفلام الدنماركية.

## طاقم التمثيل
- André Babikian  [لغات أخرى]‏
- Gerard Bidstrup  [لغات أخرى]‏
- لوته مونك
- لوكاس مونك الفواتير  [لغات أخرى]‏
- Mathilde Arcel Fock  [لغات أخرى]‏
- باتريشيا شومان
- Søren Poppel  [لغات أخرى]‏
- Sara Langebæk Gaarmann  [لغات أخرى]‏
- نيكولاج أرسيل
- نيكولاج كوبرنيكوس
- Lasse Borg ‏
- بيت بايل
- Anette Støvelbæk [الإنجليزية]‏
- أندرس دبليو. بيرثيلسن
- كاميلا بنديكس  [لغات أخرى]‏
- فرانك تيل  [لغات أخرى]‏
- لارس ميكلسن

## وصلات خارجية
- جزيرة الأرواح المفقودة على موقع IMDb (الإنجليزية)
- جزيرة الأرواح المفقودة على موقع نتفليكس (الإنجليزية)
- جزيرة الأرواح المفقودة على موقع ألو سيني (الفرنسية)
- جزيرة الأرواح المفقودة على موقع Turner Classic Movies (الإنجليزية)
- جزيرة الأرواح المفقودة على موقع أول موفي (الإنجليزية)
- جزيرة الأرواح المفقودة على موقع فيلمافينيتي (الإسبانية)
- جزيرة الأرواح المفقودة على موقع قاعدة بيانات الأفلام السويدية (السويدية)
- جزيرة الأرواح المفقودة على موقع قاعدة بيانات الفيلم (الإنجليزية)
- جزيرة الأرواح المفقودة على موقع ليتربوكسد (الإنجليزية)
- جزيرة الأرواح المفقودة على موقع كينوبويسك (الروسية)